# Howest
Howest is een hogeschool in België met campussen in Brugge, Kortrijk en Oudenaarde. Aan de Hogeschool West-Vlaanderen studeren meer dan 10.000 studenten en werken ruim 1000 medewerkers. De administratieve zetel van Howest bevindt zich in Kortrijk.
Howest biedt 30 professionele bacheloropleidingen en 13 graduaatsopleidingen aan. Twaalf van deze opleidingen zijn uniek in Vlaanderen. De opleidingen worden ingedeeld in negen interessegebieden: Architectuur, Energie & Bouw, Business & Ondernemen, Gezondheid & Zorg, Media & Communicatie, Mens & Samenleving, Onderwijs, Productontwerp, Digital Design & Arts, Sport, Toerisme & Recreatie en Tech & IT.
Howest is lid van de Associatie Universiteit Gent (AUGent). Dit is het netwerk van vier hogeronderwijsinstellingen in Oost- en West-Vlaanderen: de Universiteit Gent, Hogeschool Gent (HOGent), de Arteveldehogeschool en Howest. Samen tellen ze bijna 70.000 studenten 12.500 medewerkers.

## Bacheloropleidingen en graduaatsopleidingen
Het opleidingsaanbod van Howest telt in het academiejaar 2024-2025 in totaal 30 bacheloropleidingen en 13 graduaatsopleidingen. De bacheloropleidingen hebben een studieduur van 3 jaar (met uitzondering van de bachelor Verpleegkunde). De graduaatsopleidingen zijn sterk gericht op de praktijk en op stage en duren 2 jaar.
De 30 bacheloropleidingen van Howest:
- Advanced Bachelor of Bioinformatics (banaba in het Engels)
- Bachelor Bedrijfsmanagement
- Banaba Sustainable Energy Management
- Bachelor Biomedische Laboratoriumtechnologie
- Bachelor Built Environment
- Bachelor Communicatie
- Bachelor Creative Technologies & Artificial Intelligence (AI)
- Bachelor Cybersecurity
- Bachelor Digital Arts & Entertainment (DAE)
- Bachelor Digital Design & Development (Devine)
- Educatieve Bachelor Kleuteronderwijs
- Educatieve Bachelor Lager Onderwijs
- Educatieve Bachelor Secundair Onderwijs
- Verkorte Educatieve Bachelor in het Kleuteronderwijs
- Verkorte Educatieve Bachelor in het Lager Onderwijs
- Verkorte Educatieve Bachelor in het Secundair Onderwijs
- Bachelor Ergotherapie
- Bachelor Idea & Innovation Management
- Bachelor Industrieel Productontwerpen (IPO)
- Bachelor Journalistiek (met keuzetraject Sportjournalistiek)
- Bachelor Multimedia en Creatieve Technologie (MCT)
- Bachelor Sociaal Werk
- Bachelor Sociale Readaptatiewetenschappen (Child and Youth Studies)
- Bachelor Sport en Bewegen
- Bachelor Toegepaste Architectuur
- Bachelor Toegepaste Gezondheidswetenschappen
- Bachelor Toegepaste Informatica
- Bachelor Toegepaste Psychologie
- Bachelor Toerisme & Recreatiemanagement
- Bachelor Verpleegkunde

De 13 graduaatsopleidingen van Howest:
- Graduaat Accounting Administration
- Graduaat Bouwkundig Tekenen
- Graduaat Digitale Vormgeving
- Graduaat in het Secundair Onderwijs
- Graduaat HR-support
- Graduaat Internet of Things
- Graduaat Maatschappelijk Werk
- Graduaat Marketing- en Communicatiesupport
- Graduaat Orthopedagogische Begeleiding
- Graduaat Programmeren
- Graduaat Systeem- en Netwerkbeheer
- Graduaat Transport & Logistiek
- Graduaat Travel Support

## Campussen
Howest heeft campussen in drie steden: Kortrijk, Brugge en Oudenaarde.

## Geschiedenis
Howest is in 1995 ontstaan uit de fusie van zes West-Vlaamse hogescholen: het Hoger Pedagogisch Instituut (de Normaalschool) en het Instituut Simon Stevin in Brugge, het HIEPSO en de Provinciaal Industriële Hogeschool in Kortrijk, het Vesaliusinstituut in Oostende en het HISS, Hoger Instituut voor Sociale Studies, in De Haan.
Roland Vermeesch, op dat ogenblik directeur van het HIEPSO, was de eerste algemeen directeur van de hogeschool. Prof. em. Jos Monballyu, dan gewoon hoogleraar aan de KULAK, werd benoemd tot voorzitter van de raad van bestuur. De hogeschool behield de facto haar structuur met vijf departementen, geleid door een departementshoofd, elk met een eigen departementsraad en een eigen DOC (departementaal onderhandelingscomité).
In 1999 werd de campus in De Haan verlaten en werd de opleiding Sociaal Werk overgeheveld naar Oostende. In 2006 overleed Roland Vermeesch onverwacht en werd zijn functie tijdelijk waargenomen door Lucien Bollaert, dan diensthoofd Onderwijs, Onderzoek en Dienstverlening.
In 2007 werd Lode De Geyter, tot dan departementshoofd van het departement PIH (de vroegere Provinciaal Industriële Hogeschool), aangesteld tot algemeen directeur. Jan Durnez, anno 2020 erelid van het Vlaams parlement en ereburgemeester van Ieper, werd de nieuwe voorzitter van de raad van bestuur.
Van bij de start zet Lode De Geyter in op een grondige vernieuwing van de departementale structuur. In 2007 wordt Toegepaste psychologie overgeheveld van Oostende naar Brugge. Sociaal werk en Verpleegkunde volgen een jaar later. De campus in Oostende wordt verlaten. In 2010 worden de departementen afgeschaft. Voortaan is Howest opgedeeld in twee units: Opleidingen Brugge en Opleidingen Kortrijk en daarnaast faciliterende Algemene diensten. De departementsraden en de DOC’s verdwijnen. De raad van bestuur en het bestuurscomité zien toe op het beleid van de algemeen directeur, hierin bijgestaan door het managementcomité.
In 2013 worden de academische opleidingen van de vroegere Provinciaal Industriële Hogeschool zoals decretaal bepaald, overgedragen aan de Universiteit Gent.
Sinds oktober 2023 is Frederik D'hulster, tot dan directeur Onderwijs & Internationalisering, algemeen directeur, als opvolger van Lode De Geyter die voorzitter werd van de raad van bestuur.
Sinds 1 januari 2024 is Howest officieel lid van RUN-EU, voluit Regional University Network - European University. Deze Europese universiteit bevordert fysieke en virtuele uitwisselingen tussen 8 regionale hogescholen en universiteiten uit Spanje, Portugal, Finland, Nederland, Oostenrijk, Ierland en België. Alle partners van RUN-EU vertegenwoordigen samen een studentenpopulatie van meer dan 76.500 studenten, 8000 medewerkers en net geen 100 onderzoekscentra.